# Ahmet Bilici
Ahmet Bilici (ur. 12 września 1987 roku) – turecki zapaśnik walczący w stylu wolnym. Zajął 21. miejsce na mistrzostwach świata w 2014. Mistrz igrzysk śródziemnomorskich w 2018. Piętnasty na igrzyskach europejskich w 2015. Jedenasty w Pucharze Świata w 2012 roku.